# Bisdom Navrongo-Bolgatanga
Het bisdom Navrongo-Bolgatanga (Latijn: Dioecesis Navrongensis-Bolgatangana) is een in Ghana gelegen rooms-katholiek diocees met zetel in Navrongo. 

## Geschiedenis
Het bisdom werd op 23 april 1956 door Paus Pius XII opgericht. Het werd gevormd uit gebieden die door de bisdommen Tamale en Keta-Akatsi werden afgestaan. Het was ondergeschikt aan het aartsbisdom Cape Coast als suffragaanbisdom. Op 30 mei 1977 werd de onderschikking verschoven naar het aartsbisdom Tamale.

## Bisschoppen van Navrongo-Bolgatanga
- Gérard Bertrand, 1957–1973
- Rudolph Akanlu, 1973–1994
- Lucas Abadamloora, 1994–2009
- Alfred Agyenta, sinds 2011

Bertrand was Canadees, Akanlu, Abadamloora en Agyenta zijn geboren Ghanezen.

## Kerken
In Navrongo staat de Kathedraal van Onze Vrouwe van zeven smarten, in Bolgatanga de Heilig Hartkathedraal. Er zijn 19 parochies met in totaal 58 priesters, gemiddeld 2400 parochianen per priester. De liturgie is Engelstalig.